# Cidaria ochripennis
Cidaria ochripennis är en fjärilsart som beskrevs av Louis Beethoven Prout 1914. Cidaria ochripennis ingår i släktet Cidaria och familjen mätare. Inga underarter finns listade i Catalogue of Life.